# مملكة الرب داخلك
مملكة الرب بداخلك (ملكوت الله في داخلكم): هو كتاب فلسفي للأديب العالمي الروسي ليو تولستوي، يشرح فيه بافكار فلسفية تؤكد على أن السلم والصلح هو طريق السلام وينبذ فكرة العنف أو ما يدعى بالكفاح المسلح. هذا الكتاب كان بمثابة إحياء فكرة قديمة أثارها في منتصف القرن التاسع عشر ديفيد هنري ثورو لأجل المقاومة السلمية وسياسة المقاطعة التي نادى بها في الولايات المتحدة لمقاطعة الدولة وعدم دفع الضرائب التي سنتها أمريكا لأجل دخول الحرب مع المكسيك، وكانت تلك الفكرة هي بداية (المقاومة السلمية) التي لم تستمر قرابة النصف القرن حتى جاء تولستوي يعيد الفكرة للحياة.

## روابط خارجية
- مملكة الرب داخلك على موقع الموسوعة البريطانية (الإنجليزية)